# Otto Christian Coch
Otto Christian Coch (* Ende April 1673 in Hannover; † 1740 in Eutin) war ein deutscher Verwaltungsjurist, zuletzt Regierungspräsident in Eutin.

## Leben
Otto Christian Coch war ein Sohn des Stadtschulzen der Calenberger Neustadt Lucas Coch/Koch (1631-). Er wurde am 1. Mai 1673 in der Neustädter Hof- und Stadtkirche St. Johannis getauft.
Schon ab 1689 studierte Coch Rechtswissenschaft an der Universität Jena. Unter dem Vorsitz von Paul Heinrich Tilemann war er 1692 Respondent einer Disputation über den Rechtsstatus von nackten Personen. Nach Abschluss des Studiums kehrte er 1693 nach Hannover zurück. Im November 1699 gründete er hier mit Freunden, darunter Johann Georg von Eckhart, die Societas Conantium, eine gelehrte Gesellschaft zur Besprechung von Materien des Staatsrechts, der neueren Geschichte sowie der Mathematik und Physik. Die Gesellschaft ging 1701 schon wieder ein, wurde aber 1711 in Helmstedt neu begründet.
Coch wurde Sekretär bei Franz Ernst von Platen. Ab ungefähr 1695 war er Teil des Kreises um Gottfried Wilhelm Leibniz und Mitarbeiter an dessen historischen Arbeiten. 1710 sandte ihn Leibniz auf eine Recherche-Reise nach Kassel, Hersfeld und Fulda, um Material für die von Leibniz herausgegebenen Scriptores rerum Brunsvicensium zu sammeln.
Coch galt als ein Anwärter auf die Nachfolge von Leibniz als Bibliothekar. 1714 nahm er jedoch einen Ruf von Herzog Christian August von Schleswig-Holstein-Gottorf, dem Fürstbischof von Lübeck, an. Da sein Herrschaftsgebiet von Dänemark im Großen Nordischen Krieg besetzt worden war, lebte Christian August zu diesem Zeitpunkt in Hamburg im Exil. Coch diente ihm als Rat und war mit für die Bildung seiner Söhne Karl August, Adolf Friedrich und Friedrich August verantwortlich. Mit der Rückkehr von Christian August in die fürstbischöfliche Residenz Eutin 1716 ernannte dieser Coch zum Geheimen Rat und Präsidenten der Bischöflichen Kollegien (Regierungspräsidenten). Dies war insofern ungewöhnlich, da dieses Amt sonst immer von einem Domherrn wahrgenommen wurde, Coch aber nicht stiftfähig war und so erstmals ein nicht dem Kapitel angehörender Präsident der Bischöflichen Kollegien wurde. Im Februar 1726 unterzeichnete Coch als Zeuge das Testament von Christian August. Darin hebt Christian August Cochs vieljährige Dienste und Bedeutung für die education seines ältesten Sohnes hervor. In den durch die Todesfälle von Christian August und Karl Adolf kurz nacheinander ausgelösten Nachfolgeverhandlungen 1726/27 war Coch Bevollmächtigter des Herzogs Karl Friedrich von Schleswig-Holstein-Gottorf. Sein Nachfolger als Präsident der Bischöflichen Kollegien wurde Christian zu Rantzau.
Danach war er in der Lage, sich in der Gemeinde Liensfeld den Hof Rastleben als Altersruhesitz zu erbauen. Nach seinem Tod wurde der Hof verpachtet, die Gebäude 1770 abgebrochen bis auf ein Torhaus, das 1856 noch stand. An den Hof erinnert der Name des Rastlebener Sees.

## Werke
- Permissu Inclytae Facultatis Iuridicae Almae Salanae De Eo Qod Iustum Est Circa Nuditatem, Von dem was nackter Leute halber Rechtens / Praeside Dn. Paulo Henr. Tilemanno ... Disputabit publice in Auditorio Iure Consultorum ad d. Maii MDCXCII. Jena: Müller 1692

Digitalisat, Sächsische Landesbibliothek – Staats- und Universitätsbibliothek Dresden